# Sclerophrys taiensis
Sclerophrys taiensis es una especie de anfibios anuros de la familia Bufonidae.

## Distribución geográfica y hábitat
Habita en el oeste de Costa de Marfil y en el este de Sierra Leona; probablemente también en Liberia. Su rango altitudinal oscila entre 0 y 500 m s. n. m..
Está amenazada de extinción por la pérdida de su hábitat natural.